# La legge della giungla
La legge della giungla (La loi de la jungle) è un film del 2016 scritto e diretto da Antonin Peretjatko.

## Trama
Un burocrate viene spedito nella Guyana francese per sovraintendere i lavori di costruzione di una pista da sci artificiale.

## Distribuzione
In Italia, il film è stato presente nella sezione Festa Mobile del trentaquattresimo Torino Film Festival.

### Edizione italiana
Il doppiaggio italiano de La legge della giungla è stato curato dalla Carpe Diem di Roma, su dialoghi di Dario De Santis e direzione del doppiaggio di Ludovica Marineo.